# Kateryna Kuchar
Kateryna Ihorivna Kuchar (in ucraino Катерина Ігорівна Кухар?; Kiev, 18 gennaio 1982) è una ballerina ucraina dell'Opera Nazionale dell'Ucraina, Artista Onorata dell'Ucraina (dal 2012), Artista del Popolo dell'Ucraina (dal 2018) e Direttrice della Scuola coreografica statale di Kiev (dal 7 luglio 2020).

## Biografia
Kateryna Kuchar ha iniziato a prendere lezioni di ballo dall'età di 5 anni al Palazzo dei Pionieri. Dal 1992 al 1999 ha studiato presso la Scuola coreografica statale di Kiev, dove si è laureata con lode, e ha ricevuto la laurea Honoris Causa dell'Accademia delle Arti. Nel 1997 ha ricevuto un premio speciale correlato al Prix de Lausanne, in Svizzera. Mentre era ancora una studentessa del primo anno, ha debuttato nel ruolo di Maša nel balletto Lo schiaccianoci sul palco del Bunka Kaikan di Tokyo, sala da concerto giapponese di fama mondiale.

### Prima ballerina dell'Opera Nazionale dell'Ucraina
Dal 1999 è stata invitata nella compagnia dell'Opera Nazionale dell'Ucraina. Ha preso parte a diversi tour in Europa, Canada, Stati Uniti, Giappone, Corea del Sud e Cina, tra gli altri. È membro di giuria di concorsi e festival internazionali di balletto ed è anche istruttrice di danza internazionale. All'Opera Nazionale dell'Ucraina è interprete di ruoli da protagonista.

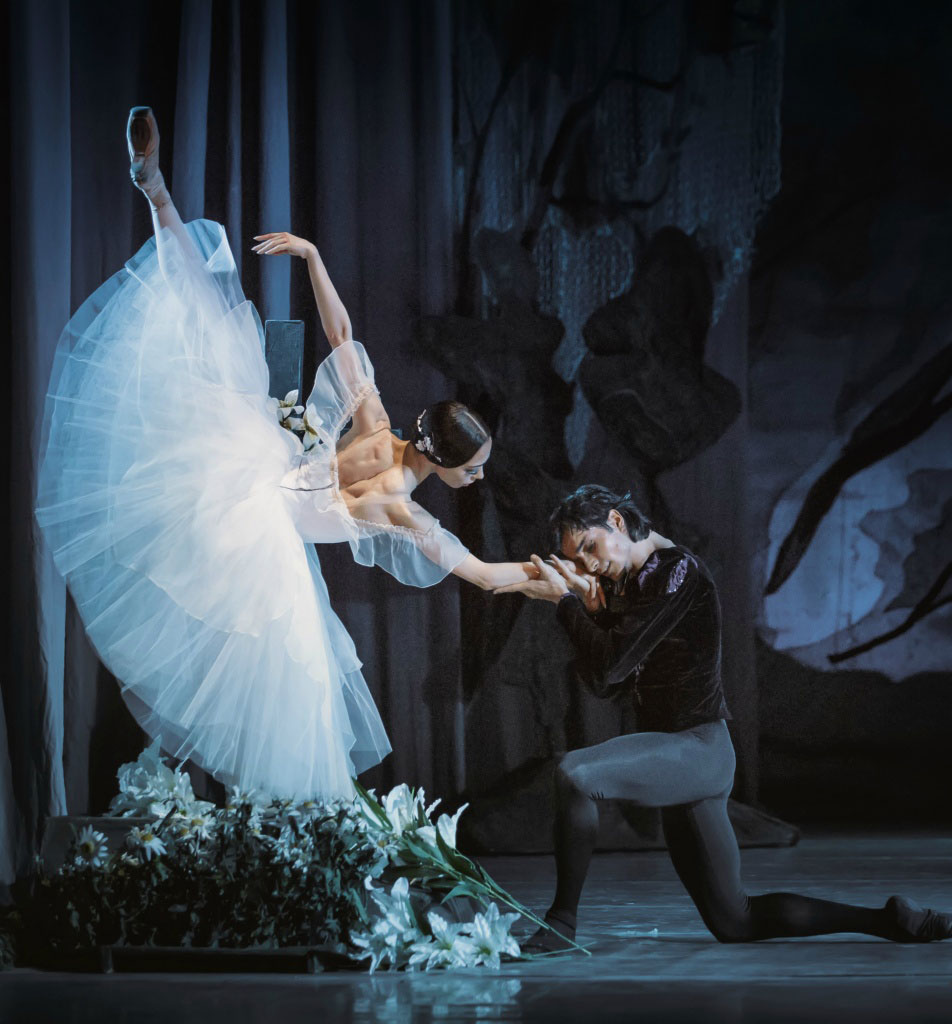
Aleksandr Stojanov e Kateryna Kuchar nel balletto Giselle

### Duetti con Aleksandr Stojanov
Nel 2006 Kateryna Kuchar ha eseguito la sua prima esibizione congiunta con Aleksandr Stojanov sul palco dell'Opera Nazionale dell'Ucraina ne Lo schiaccianoci. Pochi mesi dopo hanno intrapreso una tournée in Cina esibendosi in Giselle, ne La bella addormentata, ne Il lago dei cigni e in Romeo e Giulietta, opera nella quale si sono esibiti nel 2014 al Palais des Congrès di Parigi.

### Membro di giuria
Kateryna Kuchar è stata membro onorario della giuria del concorso internazionale "Tanzolymp" nel 2015, 2019, 2020, e 2021, nonché membro onorario della giuria del concorso internazionale "Seoul International Dance Competition" nel 2015 e 2016, e capo della giuria "All-Ukrainian Assembly of Dance Natal'ja Skorulskaja" nel 2016 e 2017. È stata inoltre membro della giuria del Conservatoire national supérieur de musique et de danse de Paris nel 2018.
Nel 2017 ha iniziato ad apparire in televisione. È stata invitata al programma della rete televisiva 1+1 Tanciv z zirkamy ("Ballando con le stelle") in qualità di membro della giuria, con Dmitrij Monatik e Vlad Jama. Kuchar ha fatto parte del corpo giurati nella 4ª (2017), 5° (2018), 6° (2019) e 8° (2021) stagione del programma ed è stata membro ospite della giuria alla 7ª stagione (2020). Nel 2020 e nel 2021 è stata invitata a ricoprire la carica onoraria di membro del comitato di selezione dell'Opera Nazionale dell'Ucraina.
Dal 2021 è membro della Commissione presidenziale per le borse di studio.

## Premi e onorificenze
- 1997: vincitrice del Concorso Internazionale per Giovani Artisti di Danza Classica "Prix de Lausanne" (Svizzera)
- 1998: Premio per la partecipazione al primo festival internazionale "Danza del XXI secolo"
- 2000: Premio per la partecipazione al "festival della coreografia moderna" (Kiev)
- 2012: Titolo onorifico di "Artista onorato dell'Ucraina"[4]
- 2015: partecipazione al Festival Internazionale di Coreografia (Berlino)
- 2016: Ordine della Principessa Olga di III classe
- 2017: Premio speciale "Orgoglio dell'Ucraina" da Mykola Tyščenko
- 2018: Titolo onorifico di Artista del popolo dell'Ucraina[5]
- 2019: Premio "Idolo degli Ucraini"
- 2020: Direttrice della Scuola coreografica statale di Kiev[6]